# Ваймар (Лан)
Ваймар (Лан) (нім. Weimar (Lahn)) — громада в Німеччині, знаходиться в землі Гессен. Підпорядковується адміністративному округу Гіссен. Входить до складу району Марбург-Біденкопф.
Площа — 47,05 км2. Населення становить 7180 ос. (станом на 31 грудня 2020).